# Gäddtjärnen (Sorsele socken, Lappland, 727465-158556)
Gäddtjärnen är en sjö i Sorsele kommun i Lappland och ingår i Umeälvens huvudavrinningsområde. Sjön har en area på 0,166 kvadratkilometer och ligger 374 meter över havet.

## Delavrinningsområde
Gäddtjärnen ingår i det delavrinningsområde (727511-158446) som SMHI kallar för Mynnar i Idbäcken. Medelhöjden är 387 meter över havet och ytan är 9,04 kvadratkilometer. Det finns inga avrinningsområden uppströms utan avrinningsområdet är högsta punkten. Vattendraget som avvattnar avrinningsområdet har biflödesordning 4, vilket innebär att vattnet flödar genom totalt 4 vattendrag innan det når havet efter 326 kilometer. Avrinningsområdet består mestadels av skog (75 procent) och sankmarker (21 procent). Avrinningsområdet har 0,25 kvadratkilometer vattenytor vilket ger det en sjöprocent på 2,8 procent.